# Родзянко, Екатерина Владимировна
Екатерина Владимировна Родзянко (урождённая Квашнина-Самарина; (10 июня 1794 — 20 ноября 1877) — фрейлина двора, начальница Петербургское училище ордена Святой Екатерины в Санкт-Петербурге; кавалерственная дама ордена Святой Екатерины (12.02.1859).

## Биография
Дочь полковника Владимира Ивановича Квашнина-Самарина от его брака с Екатериной Афанасьевной Завалишиной. Сосед по имению Квашниных-Самариных — генералиссимус Суворов был привязан к маленькой Самариной и любил забавлять её, навешивая на неё свои ордена. Рано лишившись матери, в 1803 году была отдана в Смольный монастырь, где обратила на себя внимание императрицы Марии Фёдоровны своей миловидностью, а также успехами в обучении, так как почти сразу же заняла в классе место первой ученицы и сохраняла его до окончания курса. 

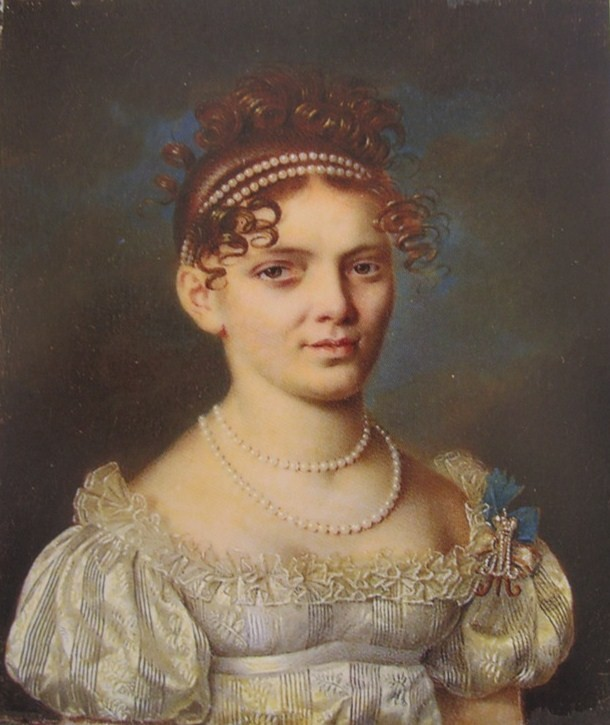
Екатерина Владимировна с фрейлинским шифром

По окончании курса в 1812 году была пожалована, по представлению императрицы Марии Федоровны, во фрейлины к молодой великой княжне Анне Павловне. Когда, спустя четыре года, в 1816 году состоялось бракосочетание великой княжны с принцем Оранским (впоследствии королем Нидерландским), Екатерина Владимировна сопровождала невесту до Берлина. По возвращении из-за границы Екатерина Владимировна была пожалована во фрейлины к императрице Марии Федоровне. Во время пребывания в Берлине она была представлена принцессе Шарлотте Прусской, уже тогда предназначавшейся в невесты великому князю Николаю Павловичу. По прибытии её в Россию Екатерина Владимировна была назначена присутствовать при уроках Закона Божия и сопровождала принцессу в церковь, для указания некоторых обрядов, поэтому Александра Фёдоровна всегда назвала её своей учительницей. 

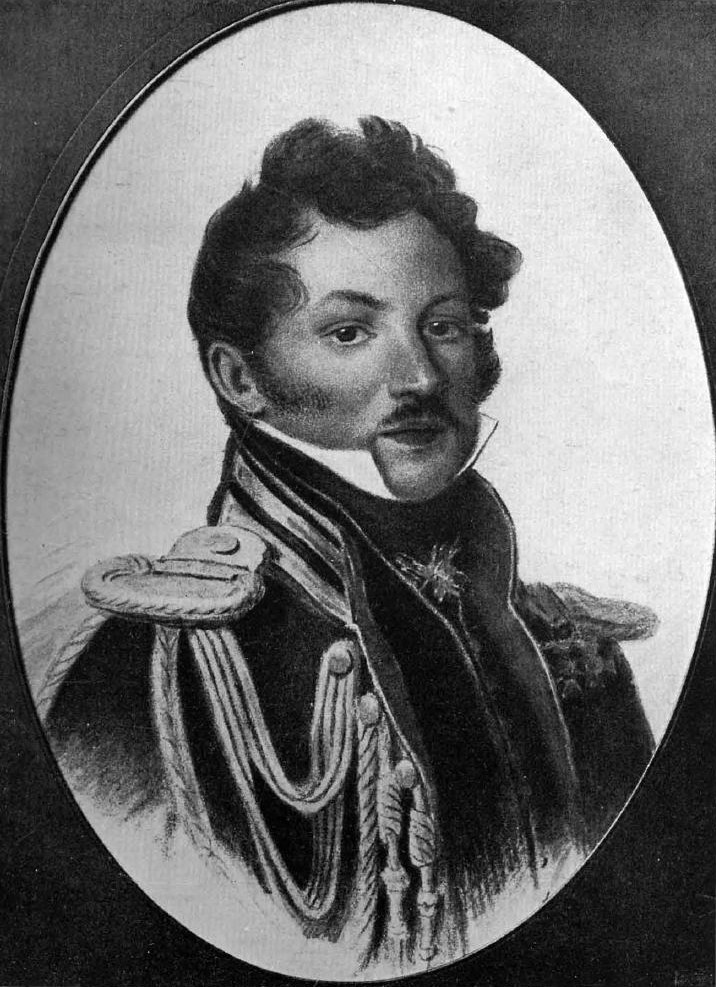
Михаил Родзянко

В 1817 году была помолвлена с давно влюбленным в неё полковником лейб-гвардии Гусарского полка Михаилом Петровичем Родзянко (1788—1828), состоявшим в то время адъютантом у военного министра графа П. П. Коновницына. Бракосочетание состоялось 28 апреля 1818 года в церкви Смольного монастыря. После свадьбы покинула Петербург, уехав вместе с мужем в родовое имение последнего, — село Попасное Екатеринославской губернии. 28 сентября 1828 году Михаил Родзянко скончался после кратковременной болезни в Харькове. 
Екатерина Владимировна осталась с тремя малолетними детьми. Она прожила безвыездно пять лет в своем имении, посвятив себя воспитанию детей и приведению в порядок запущенного хозяйства. При этом ей удалось не только уплатить все долги мужа, но и расширить имение разными покупками и привести его в образцовый порядок. В 1833 году, когда стал на очередь вопрос о воспитании сыновей, она переехала в Петербург и определила обоих сыновей в Пажеский корпус.
Прожив в Петербурге год, Екатерина Владимировна уехала в Попасное, но продолжала ездить в столицу для свидания с сыновьями. В 1835 году императрица Александра Фёдоровна предложила ей принять на себя обязанности начальницы Училища ордена св. Екатерины. Родзянко сперва отказалась от этого назначения, но императрица продолжала настаивать, а император Николай Павлович обратился к Екатерине Владимировне со словами: «Старая наша знакомая, не огорчайте мою жену, не отказывайте ей». Назначение её состоялось 18 апреля 1839 г., но деятельность в Институте началась раньше, ещё при прежней начальнице — Амалии Яковлевны фон Кремпин, прежде, чем официально приступить к исполнению возложенных на нее обязанностей, Екатерина Владимировна пожелала познакомиться с предстоявшей ей деятельностью.

### Екатерининский институт
Отдавшись всецело делу воспитания молодого поколения, Родзянко оставалась на этом посту почти 40 лет, близко сошлась с преподавательской средой Института, а среди самих воспитанниц пользовалась все время большим авторитетом и уважением. «Родзянко была настоящая русская боярыня, — вспоминала классная дама института С. А. Аникеева, — любившая свою родину и свой институт, любимая и уважаемая царской семьей. При этом она была весьма проста, задушевна и симпатична в обращении со всеми. Это была женщина умная, благочестивая, с теплой отзывчивой душой, обожаемая мать, нежнейшая бабушка. Она была образованна и глубоко сердечна, умела хорошо понять труд и достойно оценить его». По словам В. Гарулли, Родзянко была «утонченно-образованная, в высшей степени гуманная и религиозная старушка миниатюрного роста».

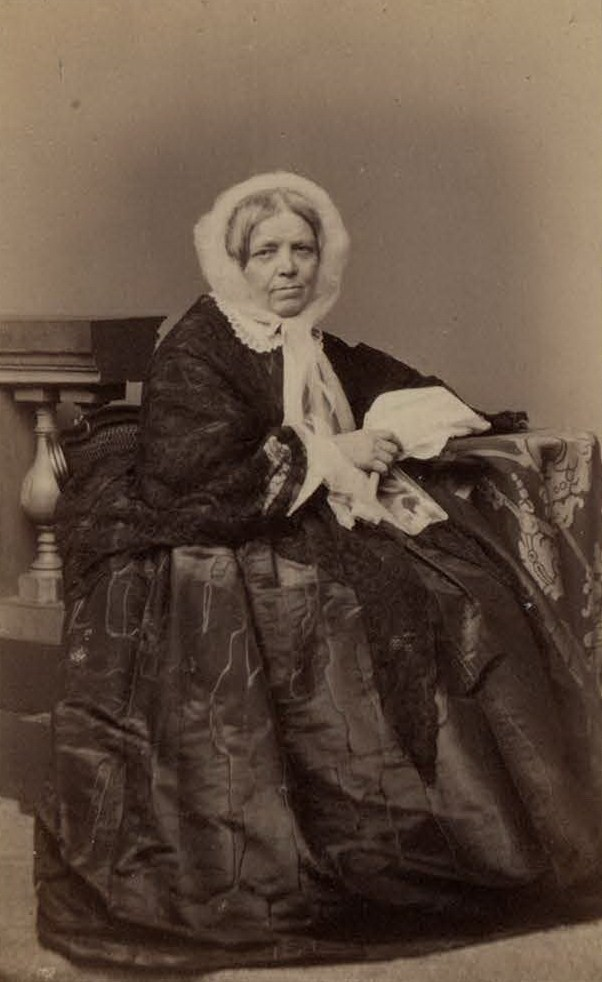
Екатерина Родзянко

Пользуясь исключительным общественным и материальным положением, она все свое влияние отдавала отстаиванию интересов вверенного Института, устраняла возникавшие недоразумения, постоянно хлопотала о льготах и улучшениях для него, обращаясь непосредственно к самой императрице Александре Федоровне. Одним из характерных фактов такого рода было её столкновение с Принцем П. Г. Ольденбургским из-за принадлежавшего Институту сада. Когда последний в 1875 году, решил занять часть институтского сада под постройку женской гимназии и уже представил императору Александру II соответствующий доклад об этом, энергичная начальница, узнав о состоявшимся решении принца и о посланном им докладе, немедленно отправилась во дворец и настояла перед Государыней о посылке находившемуся тогда в отсутствии императору Александру II телеграммы, с просьбой не подписывать представленного доклада.
Александр II ответил, что откладывает разрешение вопроса до своего возвращения из-за границы, а возвратившись оттуда, сам лично проверил заявление Е. В. Родзянко, которая доказывала, что Училище ордена св. Екатерины и без того поставлено в антигигиенические условия, находясь в центре города, на берегу загрязнённой отбросами Фонтанки, и следовательно сад при Институте является необходимым, чтобы хоть частично искупать эти недостатки. Александр II согласился со справедливостью высказанных ею опасений за здоровье воспитанниц. Обходя после этого Институт, он обратился к институткам со следующими словами: «Дети! благодарите вашу добрую начальницу, которая отстояла ваш сад». Во многих письмах она настоятельно проводила мысль о целесообразности и разумности в педагогическом отношении, наряду с общей программой воспитания, давать институткам и эстетическое развитие, а также разнообразить монотонную обстановку их жизни полезными развлечениями и удовольствиями. С этой целью она неоднократно хлопотала о разрешении водить воспитанниц в театр и пользовалась всяким случаем, чтобы устраивать для них развлечения в стенах самого Института. Одним из таких праздников постоянно был день её именин, 24 ноября, когда для воспитанниц устраивался бал; на Рождестве бывал маскарад, а в течение года по несколько раз ставились спектакли.
В марте 1877 года она заболела острым катаром дыхательных ветвей и гортани, в ноябре была разбита параличом и умерла 20 ноября 1877 года. У гроба её собралось несколько поколений воспитанниц. Император Александр II, находившийся в то время на театре военных действий, прислал Институту телеграмму, в которой высказывал искреннее сожаление о её смерти, а императрица Мария Александровна распорядилась отнести на казённые средства покрытие расходов по похоронам и приобрести бюст умершей для Института. 24 ноября, в день её именин, вместо обычного бала и концерта, была отслужена панихида, а 25 ноября, после отпевания в Институтской церкви, тело Родзянко было перевезено на вокзал Николаевской железной дороги, а оттуда в сопровождении семьи, в родовое имение в село Попасное, Екатеринославской губернии, где она и погребена в склепе при устроенном ею самой храме, рядом со своим мужем.

## Награды

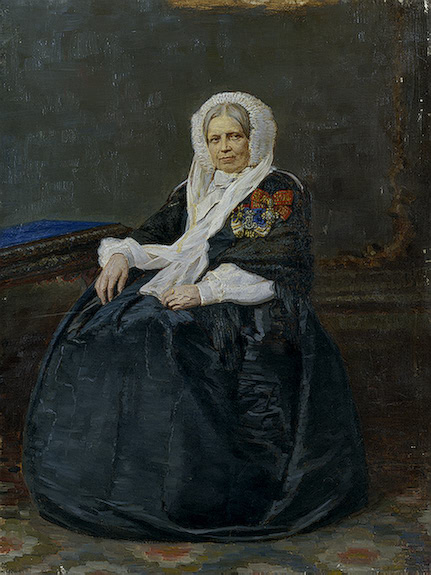
Е. Родзянко на портрете И. А. Тюрина

Управляя Институтом в течение почти 40 лет, Екатерина Владимировна пользовалась полным доверием царствовавших Императриц и неоднократно получала подтверждения милостивого отношения их к ней как в форме личных писем, рескриптов на её имя, так и в виде особых наград и ценных подарков, которые были пожалованы ей за её долголетнюю службу. 
Будучи фрейлиной двух Императриц — Марии Фёдоровны и Елизаветы Алексеевны она имела в знак этого бриллиантовый, сплетённый из двух инициалов М. и Е. шифр. В 1841 Императрица Александра Федоровна подарила ей фермуар; 25 февраля 1844 г. — подарок, 19 февраля 1847 г. — браслет, 25 февраля 1850 г. — брошь, 19 февраля 1853 г. — серьги, а 19 февраля 1856 г. — снова брошь с жемчугами и бриллиантами, — каждый раз сопровождая свои подарки рескриптами, свидетельствовавшими о ее неизменном расположении. 18 апреля 1864 в день празднования 25-летнего юбилея пребывания ее в должности начальницы Института, Императрица Мария Александровна подарила ей бриллиантовый браслет с вензелем. Такие же ценные подарки, сопровождаемые рескриптами на её имя, получила она в январе 1873 г. и в июне 1876 г. по случаю выпуска воспитанниц из Института.
- 12 февраля 1859 она была пожалована в кавалерственные дамы Ордена Святой Екатерины.
- В 1874 году, за 35-летнюю службу, получила Мариинский знак отличия беспорочной службы.
- 24 октября 1817 после смерти своего брата подпоручика лейб-гренадерского полка Николая Владимировича павшего в 17 лет на поле битвы под Бородиным она получила Медаль «В память Отечественной войны 1812 года», как оставшаяся старшей в роду Квашниных-Самариных .

## Семья
В браке с Михаилом Петровичем Родзянко имели троих детей:
- Владимир Михайлович (Попасное, Екатеринославской губ., 01.04.1820—31.01.1893), выпускник Пажеского корпуса, генерал-лейтенант, помощник начальника штаба Корпуса жандармов, женат на Марии Павловне Витовтовой (1827—1859), дочери генерал-адъютанта П. А. Витовтова, у них три сына и дочь;
- Михаил Михайлович (Санкт-Петербург, 01.09.1821—26.10.1887), выпускник Пажеского корпуса, полковник Кавалергардского полка, женат на Софье Владимировне Черевиной (1835), сын и дочь;
- Екатерина Михайловна (09.06.1823—1900), фрейлина двора.

Помимо забот об Институте, последние годы жизни были посвящены воспитанию внуков — детей её сына Владимира рано лишившихся матери. Сыновья Владимир и Михаил, желая со своей стороны ознаменовать 25-летний юбилей службы своей матери в должности начальницы Училища, пожертвовали Институту на вечные времена капитал в 7000 руб. и исходатайствовали разрешение, чтобы с процентов на него была учреждена стипендия пансионерки имени Екатерины Владимировны Родзянко.